# Världsmästerskapet i schack 2007
Världsmästerskapet i schack 2007 spelades som en dubbelrondig turnering med åtta deltagare. Tuneringen ägde rum i Mexico City mellan den 12 och 30 september 2007. Indiern Viswanathan Anand segrade med 9 poäng på 14 ronder och blev därmed ny världsmästare.

Normalt avgörs världsmästerskapen i schack i en match mellan den regerande världsmästaren och en utmanare. Under splittringen av VM-titeln mellan 1993 och 2006 anordnade FIDE i stället VM-turneringar (även om vinnarna av dessa inte ses som riktiga världsmästare av de flesta schackspelare). När VM-titeln återförenades 2006 var formatet för VM-turneringen 2007 redan bestämt och spelades därför som planerat. Det var första gången sedan 1948 som en klassisk världsmästare korats i en turnering.

## Kvalificering till VM-turneringen
Ursprungligen var de fyra första i FIDE:s VM-turnering 2005 kvalificerade för VM-turneringen 2007, men eftersom Vladimir Kramnik besegrat Veselin Topalov i återföreningsmatchen 2006, tog Kramnik Topalovs plats i turneringen. Topalov kompenserades för detta genom att han blev direktkvalificerad för utmanarmatchen i världsmästerskapet i schack 2010.
De övriga fyra platserna var reserverade för de fyra främsta i kandidatturneringen.

### Kandidatturneringen
Kandidatturneringen spelades i Elista den 26 maj till 14 juni 2007. Det var en utslagsturnering med matcher om sex ordinarie partier. Om dessa slutade oavgjort spelades tiebreak med snabbschacks- och blixtpartier. De fyra segrarna i andra omgången blev kvalificerade för VM-turneringen.
|  | Första omgången | Första omgången |    |               | Andra omgången | Andra omgången |  |  |  |  |
|  |                 |                 |    |               |                |                |  |  |  |  |
|  | Levon Aronian   | 3 (4)           |    |               |                |                |  |  |  |  |
|  | Magnus Carlsen  | 3 (2)           |    |               |                |                |  |  |  |  |
|  | Magnus Carlsen  | 3 (2)           |    | Levon Aronian | 3½             |                |  |  |  |  |
|  |                 |                 |    | Levon Aronian | 3½             |                |  |  |  |  |
|  |                 | Aleksej Sjirov  | 2½ |               |                |                |  |  |  |  |
|  | Aleksej Sjirov  | Aleksej Sjirov  | 2½ | 3 (2½)        |                |                |  |  |  |  |
|  | Aleksej Sjirov  |                 |    | 3 (2½)        |                |                |  |  |  |  |
|  | Michael Adams   | 3 (½)           |    |               |                |                |  |  |  |  |

|  | Péter Lékó       | 3½               |    |            |    |  |  |  |  |  |
|  | Mikhail Gurevich | ½                |    |            |    |  |  |  |  |  |
|  | Mikhail Gurevich | ½                |    | Péter Lékó | 3½ |  |  |  |  |  |
|  |                  |                  |    | Péter Lékó | 3½ |  |  |  |  |  |
|  |                  | Jevgenij Barejev | 1½ |            |    |  |  |  |  |  |
|  | Judit Polgár     | Jevgenij Barejev | 1½ | 2½         |    |  |  |  |  |  |
|  | Judit Polgár     |                  |    | 2½         |    |  |  |  |  |  |
|  | Jevgenij Barejev | 3½               |    |            |    |  |  |  |  |  |
|  |                  |                  |    |            |    |  |  |  |  |  |

|  | Ruslan Ponomarjov   | 2½                |       |                     |        |  |  |  |  |  |
|  | Sergej Rublevskij   | 3½                |       |                     |        |  |  |  |  |  |
|  | Sergej Rublevskij   | 3½                |       | Alexander Grisjtjuk | 3 (2½) |  |  |  |  |  |
|  |                     |                   |       | Alexander Grisjtjuk | 3 (2½) |  |  |  |  |  |
|  |                     | Sergej Rublevskij | 3 (½) |                     |        |  |  |  |  |  |
|  | Alexander Grisjtjuk | Sergej Rublevskij | 3 (½) | 3½                  |        |  |  |  |  |  |
|  | Alexander Grisjtjuk |                   |       | 3½                  |        |  |  |  |  |  |
|  | Vladimir Malachov   | 1½                |       |                     |        |  |  |  |  |  |
|  |                     |                   |       |                     |        |  |  |  |  |  |

|  | Boris Gelfand       | 3 (2½)      |    |               |    |  |  |  |  |  |
|  | Rustam Kasymdzjanov | 3 (½)       |    |               |    |  |  |  |  |  |
|  | Rustam Kasymdzjanov | 3 (½)       |    | Boris Gelfand | 3½ |  |  |  |  |  |
|  |                     |             |    | Boris Gelfand | 3½ |  |  |  |  |  |
|  |                     | Gata Kamsky | 1½ |               |    |  |  |  |  |  |
|  | Étienne Bacrot      | Gata Kamsky | 1½ | ½             |    |  |  |  |  |  |
|  | Étienne Bacrot      |             |    | ½             |    |  |  |  |  |  |
|  | Gata Kamsky         | 3½          |    |               |    |  |  |  |  |  |
|  |                     |             |    |               |    |  |  |  |  |  |

### Deltagare
Detta ledde till följande deltagare i VM-turneringen.
| Namn                 | Elo-rating juli 2007 | Kvalificerad genom                                                    |
| -------------------- | -------------------- | --------------------------------------------------------------------- |
| Vladimir Kramnik     | 2769                 | Vinnare av världsmästerskapet i schack 2006 (regerande världsmästare) |
| Viswanathan Anand    | 2792                 | Tvåa i FIDE:s VM-turnering 2005                                       |
| Peter Svidler        | 2735                 | Trea i FIDE:s VM-turnering 2005                                       |
| Aleksandr Morozevitj | 2758                 | Fyra i FIDE:s VM-turnering 2005                                       |
| Péter Lékó           | 2751                 | De fyra främsta i kandidatturneringen 2007                            |
| Boris Gelfand        | 2733                 | De fyra främsta i kandidatturneringen 2007                            |
| Levon Aronian        | 2750                 | De fyra främsta i kandidatturneringen 2007                            |
| Alexander Grisjtjuk  | 2726                 | De fyra främsta i kandidatturneringen 2007                            |

## Regler
I VM-turneringen spelade alla mot alla två gånger, det vill säga totalt 14 ronder. I varje parti hade spelarna 120 minuter på sig att göra sina första 40 drag och fick därefter ett tillägg på 60 minuter. När en spelare hade gjort sina första 60 drag fick denne ett tillägg på 15 minuter, och ett bonustillägg på 30 sekunder för varje ytterligare drag som gjordes.
Om två spelare slutade på samma antal poäng så tillämpades särskiljning genom (1) inbördes resultat, (2) antal vunna partier och (3) Sonneborn-Berger-poäng (ett system som viktar poäng mot bra placerade motståndare högre).

## Resultat
| Placering | Spelare              | Rating | 1 | 1 | 2 | 2 | 3 | 3 | 4 | 4 | 5 | 5 | 6 | 6 | 7 | 7 | 8 | 8 | Poäng |
| --------- | -------------------- | ------ | - | - | - | - | - | - | - | - | - | - | - | - | - | - | - | - | ----- |
| 1         | Viswanathan Anand    | 2792   |   |   | ½ | ½ | ½ | ½ | ½ | ½ | 1 | ½ | 1 | ½ | ½ | 1 | 1 | ½ | 9     |
| 2         | Vladimir Kramnik     | 2769   | ½ | ½ |   |   | ½ | ½ | 1 | ½ | ½ | ½ | 1 | 0 | 1 | ½ | ½ | ½ | 8     |
| 3         | Boris Gelfand        | 2733   | ½ | ½ | ½ | ½ |   |   | ½ | ½ | ½ | ½ | 1 | ½ | 1 | 1 | ½ | 0 | 8     |
| 4         | Péter Lékó           | 2751   | ½ | ½ | ½ | 0 | ½ | ½ |   |   | ½ | ½ | 1 | ½ | ½ | 0 | 1 | ½ | 7     |
| 5         | Peter Svidler        | 2735   | ½ | 0 | ½ | ½ | ½ | ½ | ½ | ½ |   |   | ½ | 0 | ½ | ½ | 1 | ½ | 6½    |
| 6         | Aleksandr Morozevitj | 2758   | ½ | 0 | 1 | 0 | ½ | 0 | ½ | 0 | 1 | ½ |   |   | ½ | ½ | 1 | 0 | 6     |
| 7         | Levon Aronian        | 2750   | 0 | ½ | ½ | 0 | 0 | 0 | 1 | ½ | ½ | ½ | ½ | ½ |   |   | 1 | ½ | 6     |
| 8         | Alexander Grisjtjuk  | 2726   | ½ | 0 | ½ | ½ | 1 | ½ | ½ | 0 | ½ | 0 | 1 | 0 | ½ | 0 |   |   | 5½    |